# Acalypha distans
Acalypha distans é uma espécie de flor do gênero Acalypha, pertencente à família Euphorbiaceae.